# 1560 Strattonia
1560 Strattonia è un asteroide della fascia principale. Scoperto nel 1942, presenta un'orbita caratterizzata da un semiasse maggiore pari a 2,6875402 UA e da un'eccentricità di 0,2122416, inclinata di 6,27920° rispetto all'eclittica.
L'asteroide è dedicato all'astrofisico inglese Frederick John Marrian Stratton (1881-1960), direttore del Solar Physics Observatory dell'Università di Cambridge.